# Biografielijst Nf

## Nfo
- Ernest Webnje Nfor (1986), Kameroens voetbalspeler